# Lars Eriksson Stormhatt

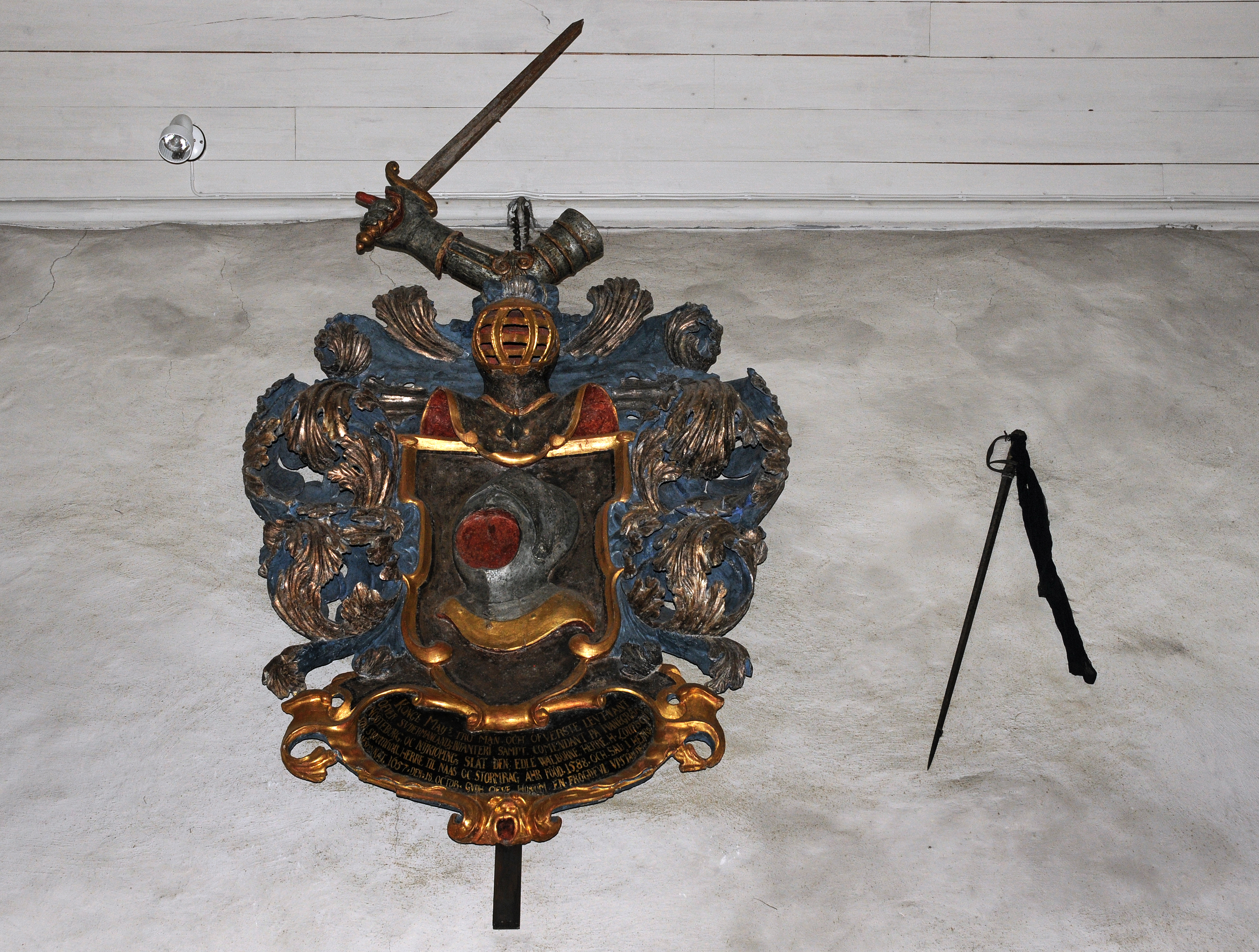
Stormhatts vapensköld i Bärbo kyrka.

Lars Eriksson Stormhatt, född 1588 på Stormberg i Bärbo socken, död 18 oktober 1657 på Nääs också i Bärbo socken i Södermanland, var överstelöjtnant och kommendant på Nyköpingshus. Han blev adlad 1643.

## Militär karriär
Lars Eriksson Stormhatt blev 1613 ryttare vid överste Cobrons regemente och blev 1614 korpral och deltog i ryska kriget. 1615 kom han i änkedrottning Kristinas tjänst varefter han 1617 blev sergeant vid livregementet. 1618 blev han löjtnant vid hertig Carl Philips livregemente (Gustav II Adolfs bror) och följde honom 1621 till Livland. 1621 utsågs han till kapten vid Södermanlands regemente, 1627 till regementskvartermästare, 1628 till major och 1633 till överstelöjtnant.
1643 blev han slottshauptman i Ivangorod. Fästningen ligger vid Narvafloden i den estniska staden Narva och 1644 slottshauptman på Nöteborgs fästning. Nöteborg ligger vid floden Nevas utflöde ur sjön Ladoga och var vid denna tid Sveriges östligaste utpost samt 1657 kommendant på Nyköpingshus.

## Nääs säteri
Han erhöll 1629, genom gåva av Kronan, Nääs säteri, två mantal, och säteriladugården Håhl, även den två mantal. Efter hans död fick änkan Catharina Håkansdotter ekonomiska problem, kanske på grund av de stora donationer hon gjorde för underhåll och tillbyggnader på Bärbo kyrka. Hon förpantade Nääs till räntmästaren Jakob Sneckenberg med förbehåll att få sitta kvar på gården till sin död. År 1678 skrev kung Karl XI ett brev där han ger Jakob Sneckenberg stadfästelse till äganderätten till Nääs och Håhl, men vem som under dessa år bebodde gården är oklart. 

## Familj
Han var gift två gånger, först med Maria Fiedler, född 1596 i Königsberg, död 1633 och begraven i Bärbo Kyrka. Hon var dotter till Caspar Fiedler, arkiater hos Gustav II Adolf. Med Maria hade han  sex barn. Därefter omgift med Catharina Håkansdotter med vilken han hade elva barn. 
I första giftet:
- Erik Larsson,fänrik vid Södermanlands regemente den 19 maj 1639. Medföljde samma år regementets kommendering till Tyskland. Död 1641 vid Johan Banérs armé.
- Sofia, död 1655. Gift 1644 med anläggaren av det första glasbruket på Kungsholmen i Stockholm Melker Jung, död 1678.
- Anna Maria, död 1699. Gift 1647 med ståthållaren Peder Larsson Alebeck, adlad Örneclou, död 1653.
- Casper, stupade i polska kriget.
- Justina, gift 1651 med tygmästaren och överinspektören Samuel Johansson Örn (1623–1693).

I andra giftet:
- Jakob, född 1643? Löjtnant vid Södermanlands regemente den 13 april 1667. Död 1671 i Demmin, där han låg i garnison. Demmin hade den 14 februari 1631 erövrats av Gustav II Adolf. Staden ligger idag i den tyska delstaten Mecklenburg-Vorpommern.
- Erik, var fänrik vid bergsregementet 1659 och löjtnant där samma år. Stupade vid Hall i Norge 14 januari 1660.
- Carl Adolf, född 1653? Student vid Uppsala universitet 1663. Kapten vid Livgardet 1676. Stupade ogift den 4 december 1676 i slaget vid Lund och slöt sannolikt ätten Stormhatt på svärdssidan.